# كليفن وانابو
كليفن وانابو (7 أكتوبر 1976 بباراماريبو في سورينام - ) هو لاعب كرة قدم سورينامي في مركز الهجوم. شارك مع منتخب سورينام لكرة القدم. أما مع النوادي، فقد لعب مع Inter Moengotapoe ‏ وS.V. Walking Boyz Company ‏.

## وصلات خارجية
- كليفن وانابو على موقع قاعدة بيانات كرة القدم.إي يو (الإنجليزية)
- كليفن وانابو على موقع ناشيونال فوتبول تيمز (الإنجليزية)
- كليفن وانابو على موقع Soccerway.com (الإنجليزية)